# The Mullans
The Mullans war ein irisches Pop-Duo, bestehend aus den Schwestern Bronagh und Karen Mullan.

## Hintergrund
Die Schwestern aus Belfast sangen schon seit ihrer Jugend und nahmen erfolgreich an einem Gesangswettbewerb teil. Als Siegerinnen des irischen Vorentscheids durften sie zum Eurovision Song Contest 1999 in Jerusalem mit ihrer Popballade When You Need Me antreten. Sie erreichten den 17. Platz.